# Lotta Lepistö
Lotta Lepistö (Noormarkku, 28 de junio de 1989) es una ciclista profesional finesa, ganadora de 6 campeonatos nacionales. Tras destacar en 2006 y 2007 en escandinavia en carreras de categorías inferiores en 2008 se trasladó a Bélgica y Países Bajos donde compitió en carreras del calendario de esos países en equipos amateurs. En 2012 retornó a Finlandia y corrió algunas pruebas internacionales con la selección de su país, ese mismo año logró su primer campeonato nacional. En 2013 volvió a Bélgica y tras conseguir 3 victorias en carreras amateurs (2 en Bélgica y 1 en Luxemburgo) logró llamar la atención del equipo amateur del Bigla que la incorporó a prueba para disputar la prueba profesional del Tour Cycliste Féminin International de l'Ardèche 2013. Aunque en la segunda etapa abandonó dicha prueba convenció a los dirigentes del equipo y la incorporaron a su plantilla en 2014 año en el que ese equipo subió al profesionalismo.

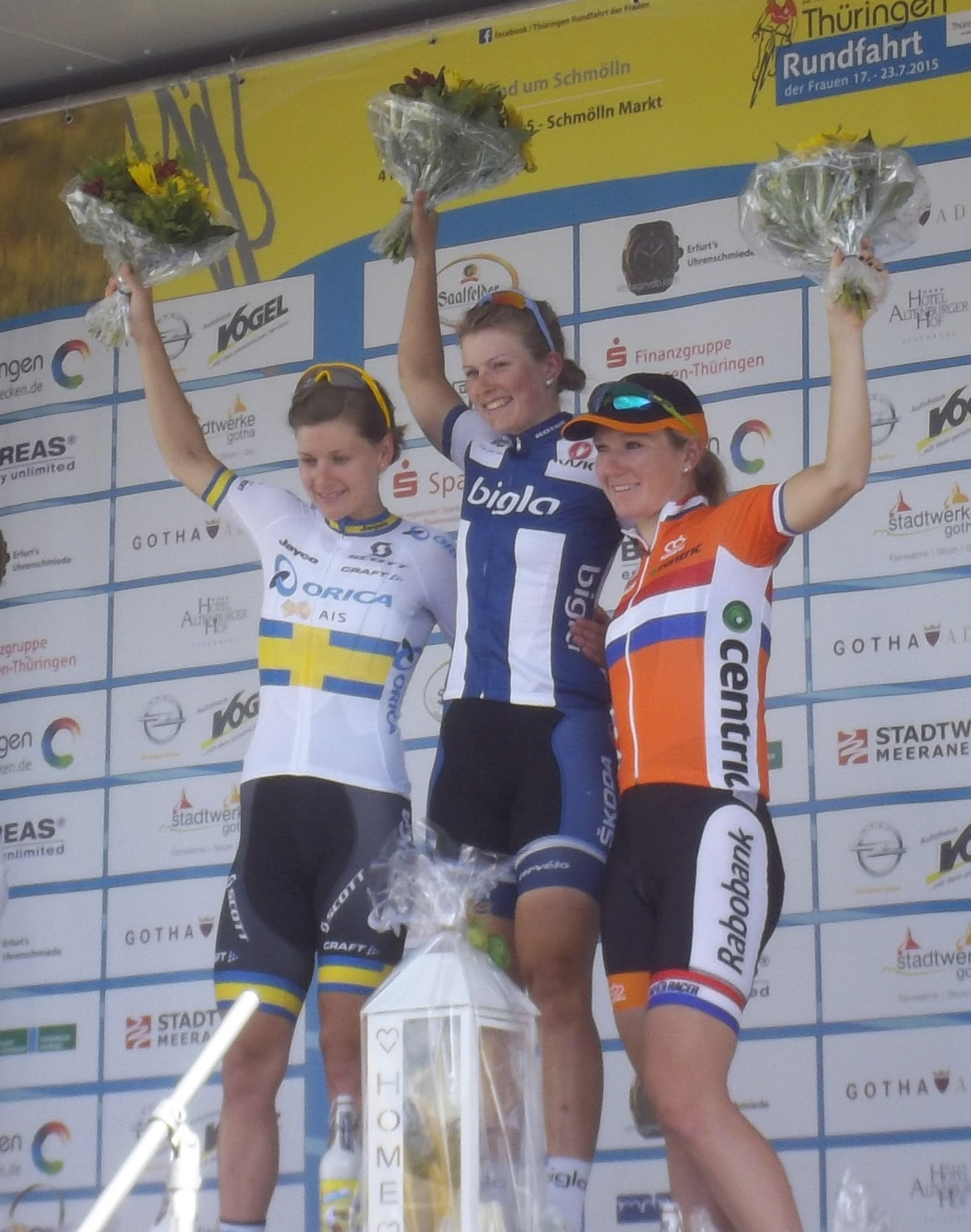
Lotta Lepistö en el centro de podio como ganadora de la 4.ª etapa del Tour de Turingia femenino 2015.

Su mejor victoria internacional a nivel profesional, y la única sin contar los campeonatos nacionales, la obtuvo al hacerse con la 4.ª etapa del Tour de Turingia femenino 2015.
En octubre de 2019, tras casarse con el también ciclista Joonas Henttala, pasó a llamarse Lotta Henttala.

## Palmarés
2008 (como amateur)
- 2.ª en el Campeonato de Finlandia Contrarreloj
- 2.ª en el Campeonato de Finlandia en Ruta

2008 (como amateur)
- 2.ª en el Campeonato de Finlandia Contrarreloj

2009 (como amateur)
- 2.ª en el Campeonato de Finlandia Contrarreloj

2012
- Campeonato de Finlandia en Ruta

2013
- 2.ª en el Campeonato de Finlandia Contrarreloj
- Campeonato de Finlandia en Ruta

2014
- Campeonato de Finlandia Contrarreloj
- Campeonato de Finlandia en Ruta

2015
- Campeonato de Finlandia Contrarreloj
- Campeonato de Finlandia en Ruta
- 1 etapa del Tour de Turingia femenino

2016
- 1 etapa de la Emakumeen Euskal Bira
- 1 etapa del Festival Luxemburgués de Ciclismo Femenino Elsy Jacobs
- SwissEver GP Cham-Hagendorn
- 1 etapa del Aviva Womens Tour
- Campeonato de Finlandia Contrarreloj
- Campeonato de Finlandia en Ruta
- 3.ª en el Campeonato Mundial en Ruta

2017
- A Través de Flandes
- Gante-Wevelgem
- Campeonato de Finlandia Contrarreloj
- Campeonato de Finlandia en Ruta
- 1 etapa del Giro de Italia Femenino
- Open de Suède Vargarda

2018
- 1 etapa del The Women's Tour
- Campeonato de Finlandia Contrarreloj
- Campeonato de Finlandia en Ruta
- 1 etapa del Premondiale Giro Toscana Int. Femminile-Memorial Michela Fanini

2019
- 2 etapas de la Setmana Ciclista Valenciana
- 1 etapa del Healthy Ageing Tour

2024
- 1 etapa de la Vuelta a Burgos Féminas

2025
- Trofeo Marrachí-Felanich

## Resultados en Grandes Vueltas y Campeonatos del Mundo
Durante su carrera deportiva ha conseguido los siguientes puestos en las Grandes Vueltas femeninas y en los Campeonatos del Mundo en carretera:
| Carrera              | Carrera              | 2014 | 2015 | 2016 | 2017 | 2018 | 2019 | 2020 | 2021 | 2022 | 2023 | 2024 |
| -------------------- | -------------------- | ---- | ---- | ---- | ---- | ---- | ---- | ---- | ---- | ---- | ---- | ---- |
|                      | Giro de Italia       | —    | —    | —    | 66.ª | 55.ª | —    | —    | —    | —    | —    | —    |
|                      | Tour de l'Aude       | X    | X    | X    | X    | X    | X    | X    | X    | X    | X    | X    |
|                      | Tour de Francia      | X    | X    | X    | X    | X    | X    | X    | X    | —    | Exp. | 97.ª |
| Mundial en Ruta      | Mundial en Ruta      | Ab.  | 40.ª | 3.ª  | Ab.  | Ab.  | —    | —    | —    | —    | —    | —    |
| Mundial Contrarreloj | Mundial Contrarreloj | 28.ª | 32.ª | 11.ª | 20.ª | 26.ª | —    | —    | —    | —    | 53.ª | —    |

—: no participa

Ab.: abandono

Exp: expulsada por la organización

X: ediciones no celebradas

## Equipos
- Bigla (2013[5] -2018)
  - Bigla Cycling Team (2013[5]-2014)
  - Bigla Pro Cycling Team (2015)
  - Cervélo-Bigla Pro Cycling Team (2016-2018)
- Trek-Segafredo Women (2019-2020)
- Ceratizit-WNT Pro Cycling (2021)
- AG Insurance-Soudal Quick-Step (2023)
- EF-Oatly (2024-)
  - EF-Oatly-Cannondale (2024)
  - EF Education-Oatly (2025)